# Geschichte der Stadt Freiberg

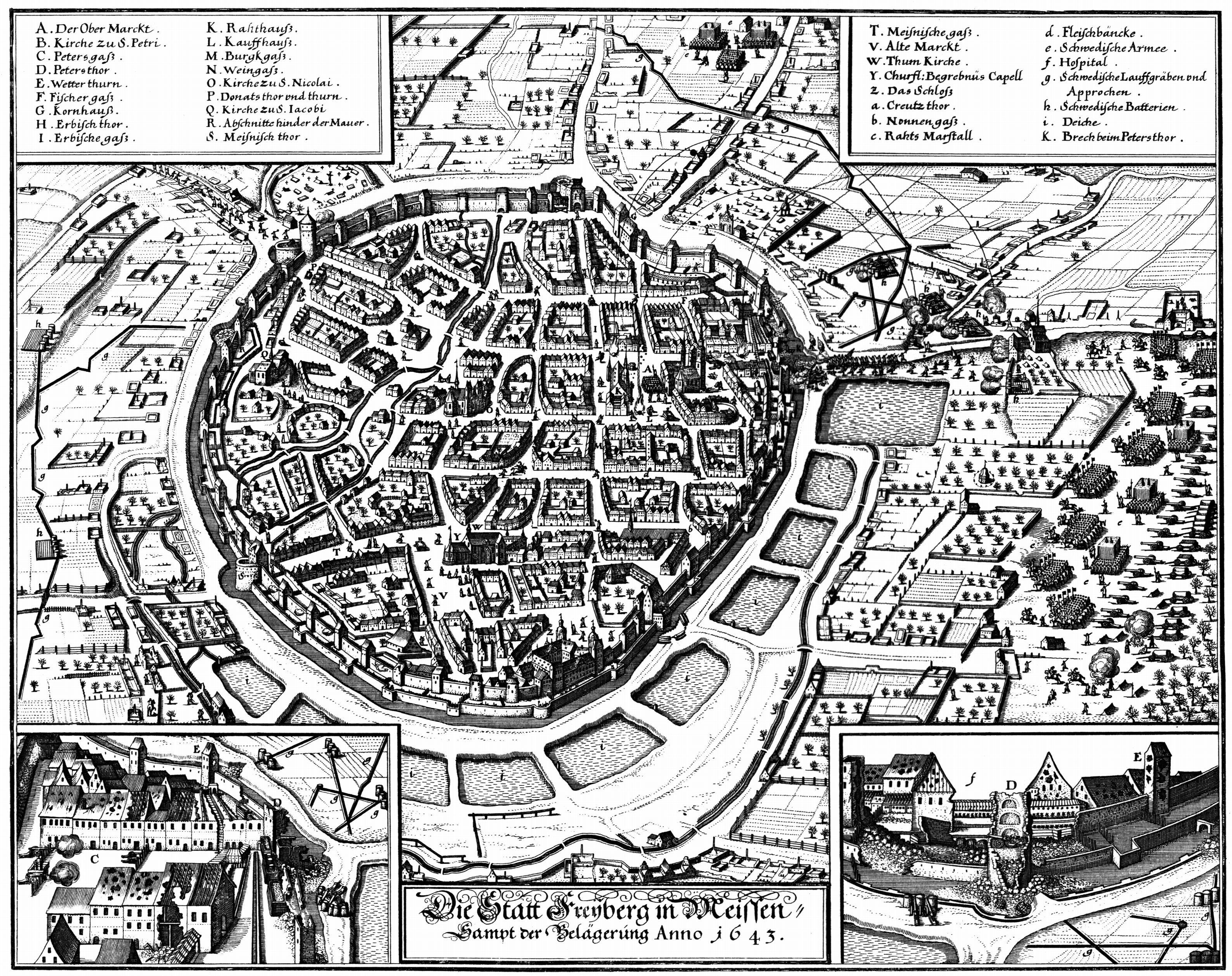
Freiberg im Dreißigjährigen Krieg 1643

Die Geschichte der Stadt Freiberg umfasst die Entwicklungen auf dem heutigen Gebiet der Stadt Freiberg von der ersten Besiedlung bis zur Gegenwart. Sie ist eng mit dem Bergbau verbunden. Um 1162/70 entstanden, war Freiberg im hohen Mittelalter die größte Stadt in der Mark Meißen und deren wichtiger Handelsstandort. Die 1765 gegründete Bergakademie ist eine der ältesten bergbautechnischen Hochschulen weltweit.

## Anfänge

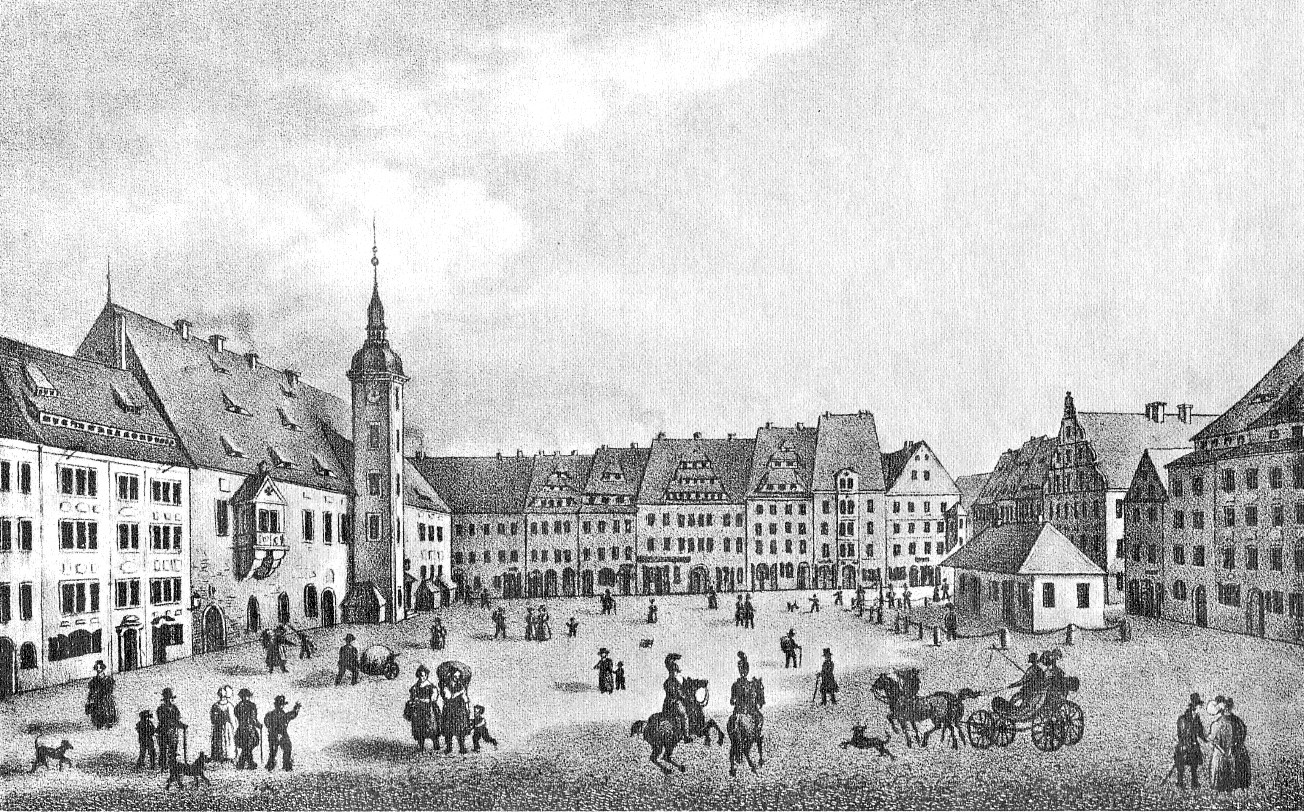
Ansicht um 1850

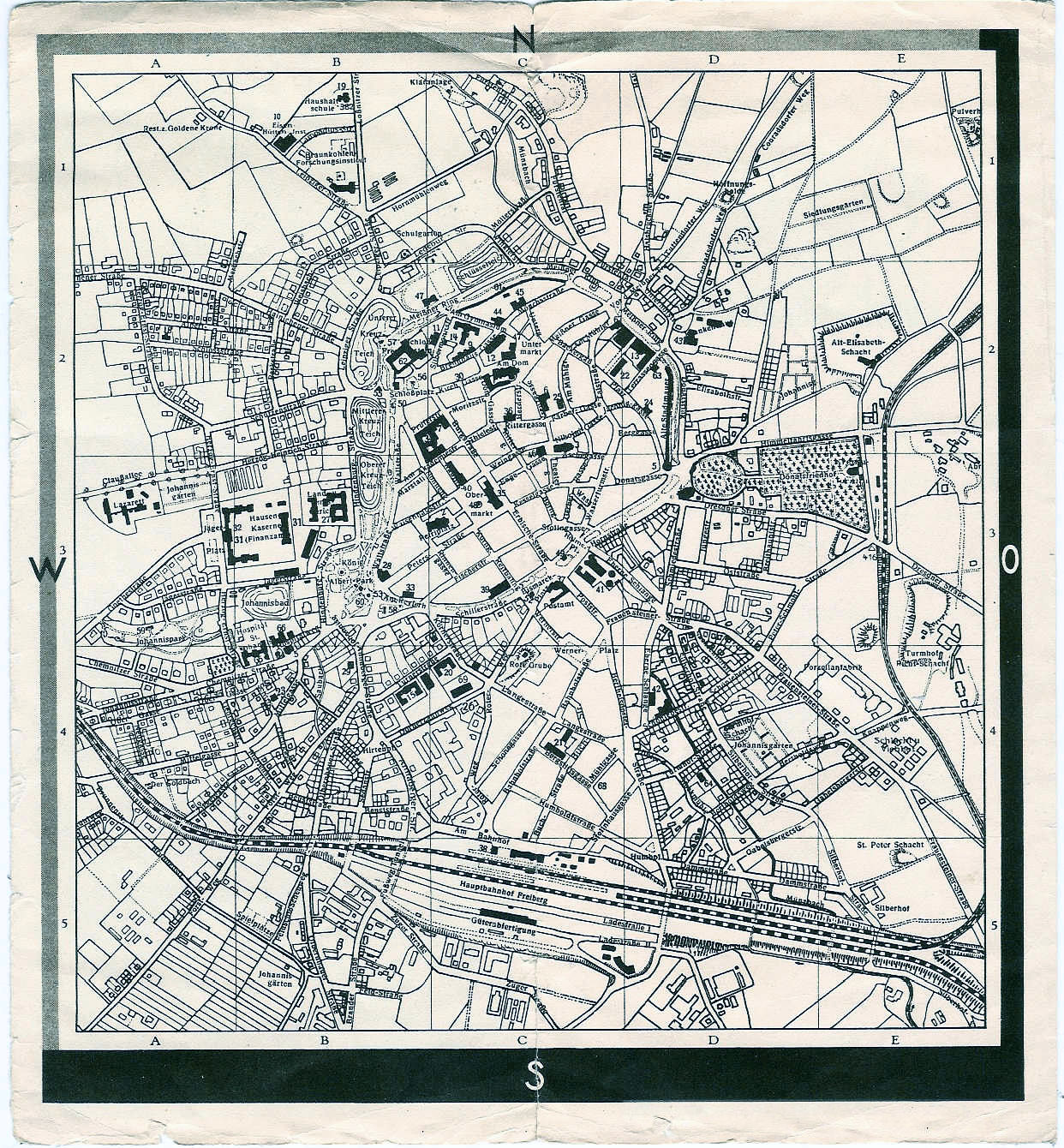
Die Freiberger Innenstadt um 1932

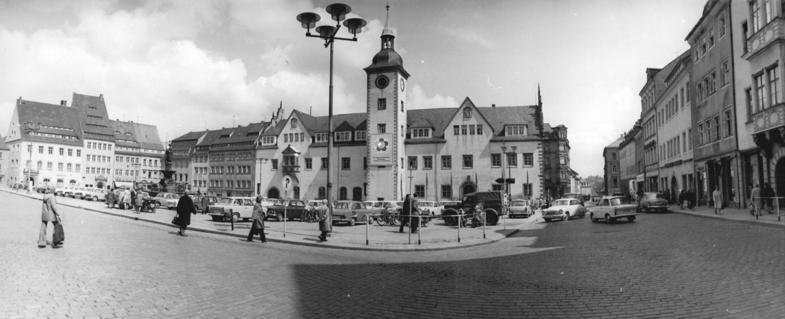
Der Freiberger Obermarkt im Mai 1973 vor den X. Weltfestspielen, wie auf dem Großplakat des Rathausturmes zu erkennen ist.

Die Region um das heutige Freiberg lag bis zur Mitte des 12. Jahrhunderts im Miriquidi genannten Urwald, der große Teile des heutigen Südsachsens bedeckte und sich über den Erzgebirgskamm bis nach Nordböhmen erstreckte. Zwischen 1156 und 1162 wurde unter Markgraf Otto dem Reichen mit der Rodung des Waldes begonnen und es wurden Waldhufendörfer angelegt. Dazu gehörte auch Christiansdorf mit der Pfarrkirche St. Donati, geweiht zu Ehren des Heiligen Donatus von Arezzo, eines der Patrone des Bistums Meißen, und gelegen beim heutigen Donatsturm. Als um 1168/70 reiche silberhaltige Bleierze entdeckt wurden, entstand innerhalb weniger Jahre die Stadt Freiberg. Bereits Ende des 12. Jahrhunderts war sie mit 46,4 ha etwa so groß wie das ältere Leipzig. Bei der Erzlagerstätte – dem später so bezeichneten Freiberger Zentralrevier – handelt es sich um die berühmte, ca. 35 × 40 Kilometer große Ganglagerstätte von Edel- und Buntmetallen. Entsprechend einer Sage zogen nach Entdeckung der Erzlagerstätte Bergleute aus Goslar nach Christiansdorf und siedelten sich in der nach ihrer Herkunft benannten, zweiten Siedlung an dieser Stelle, der 1241 bezeugten civitas saxonum, zu Deutsch: Sächsstadt, an und gründeten eine eigenständige Pfarrkirche – die Jakobikirche. Die Gründung dieser Siedlung zog die Kunde an, dass der „Berg frei“ sei. Die in der Literatur immer wieder angegebene Stadtgründung 1186 beruht auf mehreren Irrtümern, vielmehr müssen die Stadtanfänge deutlich früher – kurz nach 1168/70 – angesetzt werden. In diesem Zuge entstanden das sogenannte Burglehnviertel um die Pfarrkirche Unser Lieben Frauen (den späteren Dom) und das Nikolaiviertel um die Nikolaikirche, bei der es sich nicht um eine Kaufleutekirche handelte. Um 1170/80 wurde außerdem der markgräfliche Herrenhof als Burg errichtet, die Markgraf Otto der Reiche von Meißen erbauen ließ (seit dem 16. Jahrhundert Schloss Freudenstein). Wie archäologische Ausgrabungen und die dendrochronologische Bestimmung mehrere Holzstraßen belegen, war die plan- und regelmäßig angelegte Oberstadt um Obermarkt und Petrikirche seit den 1180er Jahren in Bau.
1180 bis 1185 wurde die Marienkirche begründet. Um 1220/40 (Dendrodatum 3. Turmgeschoss 1224/25) entstanden die Türme der Nikolaikirche als letzter oberirdisch erhaltener Rest der zweiten romanischen steinernen Nikolaikirche, die nach Abbruch der ersten, wohl um 1170 entstandenen ersten Steinkirche (Saalbau) seit dem ausgehenden 12. Jahrhundert erbaut wurde. Die ältesten Reste der Petrikirche rühren hingegen erst aus dem frühen 13. Jahrhundert her.
Der Name „Freiberg“ lässt sich erstmals 1201 belegen. Stadt- und Bergverfassung, das ius Freibergensis, das in der Kulmer Handfeste 1233 erwähnt wurde, stellte eine Einheit dar und die bürgerliche Autonomie hatte einen hohen Stand. In den 1220er Jahren entstand die Ratsverfassung in Freiberg, bei der es sich um die früheste in einer markmeißnischen Stadt handelt. Ab 1227 wurde das romanische Stadtsiegel, das älteste der Mark Meißen, verwendet.
Die weitere Entwicklung im 13. Jahrhundert ist von einem ständigen Aufstieg gekennzeichnet, nachdem die Kommune um 1225 erstmals fast vollständig durch einen Stadtbrand zerstört worden war. Kurz vor der Mitte des 13. Jahrhunderts wurden das Franziskaner- und das Dominikanerkloster gegründet und zudem ein Kloster der Magdalenerinnen, das sogenannte Jungfrauenkloster an der bereits bestehenden Jakobikirche eingerichtet, das 1248 erstmals bezeugt ist. 1260 wurde eine Stadtschule eingerichtet, die 1515 zur Lateinschule umgewandelt worden war. Der Höhepunkt der frühen Stadtentwicklung wird mit dem kodifizierten Freiberger Bergrecht aus den Jahren um 1300 markiert. Im 14. Jahrhundert kam es allmählich zu Krisenerscheinungen, die vor allem im Rückgang der Silberproduktion seit der Mitte des 14. Jahrhunderts und in großflächigen Stadtbränden 1375 und 1386 ihre Ursache hatten. 1400 wurde die erste Knappschaft genannt. In der 2. Hälfte des 15. Jahrhunderts folgte der absolute Tiefpunkt, wobei die Stadt wiederum von zwei Stadtbränden im Jahr 1471 und 1484 weitgehend zerstört wurde. Im 15. Jahrhundert verlor Freiberg wegen der Abwanderung von Kapital seine führende wirtschaftliche Stellung innerhalb Sachsens an Leipzig. Als großer Erfolg kann in Zeiten der größten Krise die Einrichtung eines Kollegiatstifts an der Kirche Unser Lieben Frauen im Jahr 1480 gewertet werden. Seitdem ist die Bezeichnung „Dom“ für die Pfarrkirche üblich.

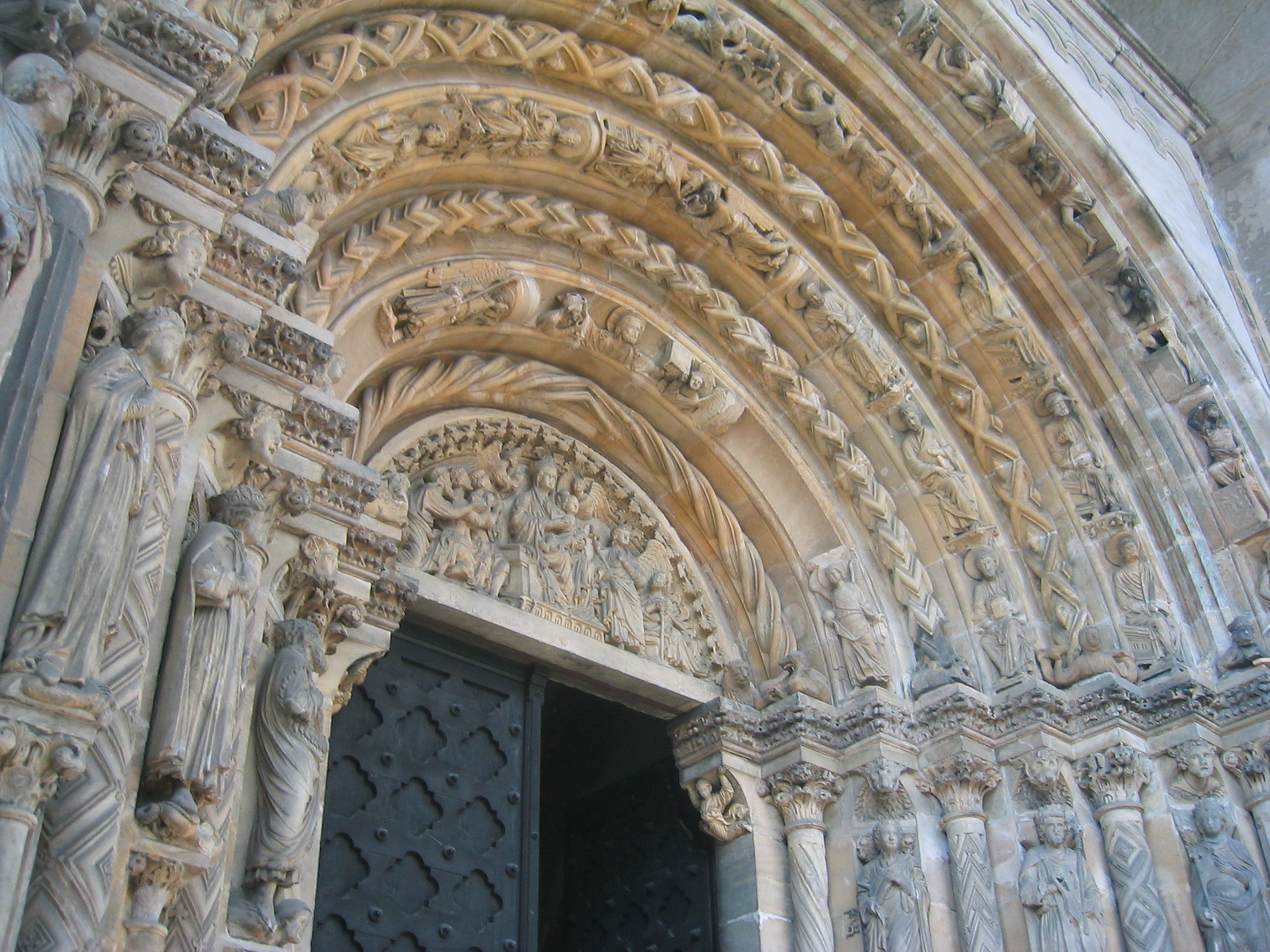
Goldene Pforte

Freiberg gilt bei Heimathistorikern als die Mutter der sächsischen Bergstädte, was mit den realen politischen Gegebenheiten nichts zu tun hat. Vielmehr war Freiberg zwar die erste wettinische Bergstadt. Zahlreiche nichtwettinische Bergstädte, so noch im 12. Jahrhundert die von den Burggrafen von Dohna gegründete Bergstadt Dippoldiswalde und später weitere Bergstädte in anderen Gegenden des heutigen Sachsen (Erzgebirge und Erzgebirgsvorland, Reichsland Pleißen), entstanden jedoch völlig unabhängig von Freiberg. Die Stadt war im hohen Mittelalter der wirtschaftliche Mittelpunkt und zugleich die bevölkerungsreichste Stadt der Markgrafschaft Meißen. Seit dem 13. Jahrhundert war die Münzstätte Freiberg bis zu ihrer Verlegung nach Dresden im Jahr 1556 Hauptmünzstätte der Wettiner.

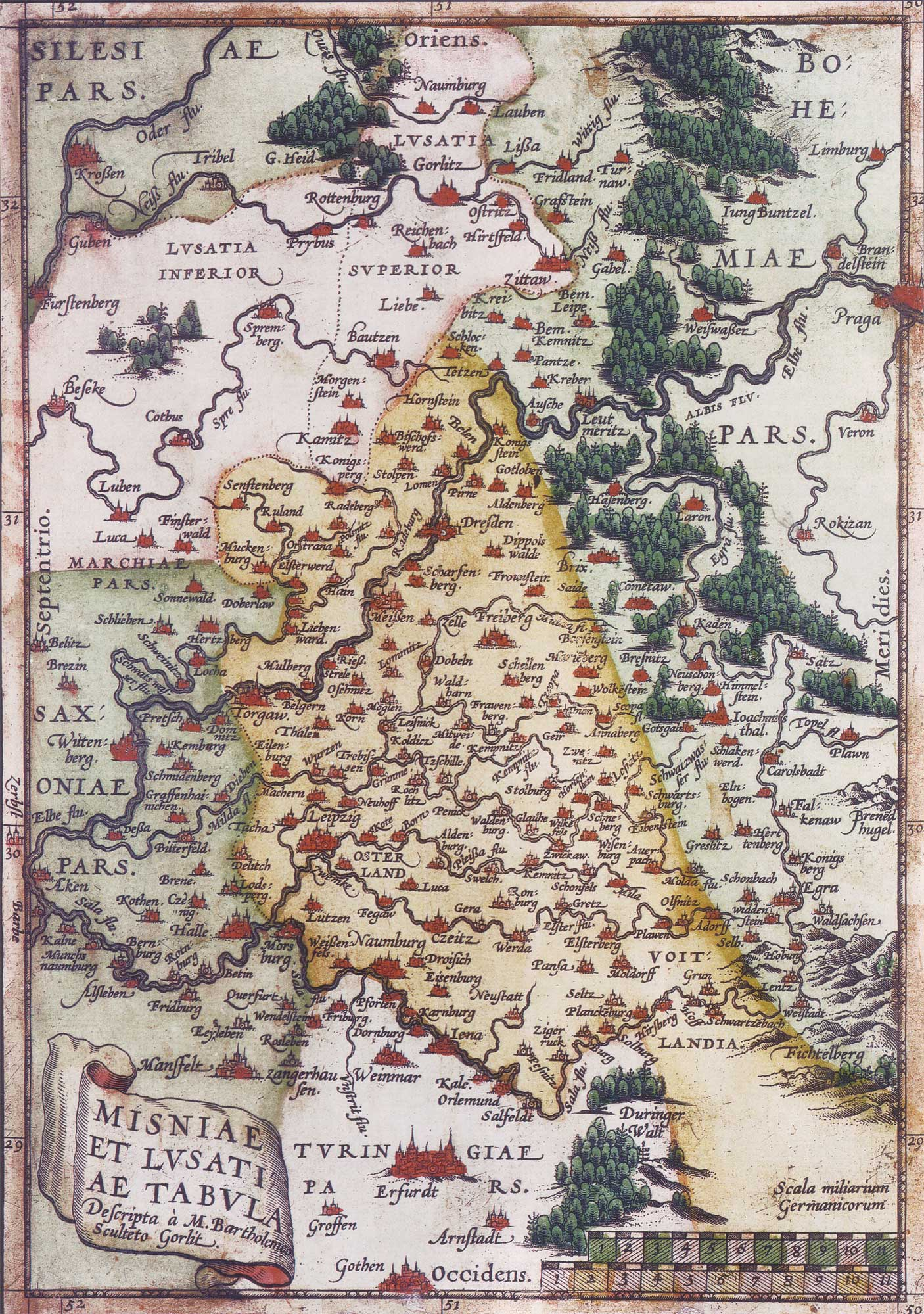
Die Mark Meißen um 1600

Frühzeitig wurden moderne Produktions- und Handelsformen in Gruben, Schmelzhütten, im Fernhandel und Geldgeschäft geschaffen.
Nach der Leipziger Teilung 1485 war Freiberg mit seinen Erzgruben im Besitz beider Linien. Zur Zeit der Reformation wurde es 1505 Fürstensitz und damit sächsische Residenz, hier herrschte der Wettiner Heinrich der Fromme. Seine Frau Katharina zu Mecklenburg förderte den protestantischen Glauben. In dieser Zeit, nach dem letzten großen Stadtbrand von 1484, entstanden bis 1512 der Dom mit der Tulpenkanzel von Hans Witten um 1505, der Domherrenhof 1484/88, das spätgotische Rathaus 1470 bis 1474, um 1500 bis 1520 die spätgotische Nikolaikirche sowie Bürgerhäuser im Stil von Spätgotik und Renaissance. Der Dom war von 1541 bis 1694 (Übertritt Augusts des Starken zum katholischen Glauben) Begräbnisstätte der Wettiner.
Im 16. Jahrhundert blühte der Silberbergbau erneut auf, es wurden neue Bergbauanlagen und Hüttenwerke angelegt. Dies schlug sich in der Metallverarbeitung und im Kunsthandwerk (Hilligersche Glockengießerei) und in der Wissenschaft durch das Wirken des Arztes und Montanwissenschaftlers Ulrich Rülein von Calw nieder. Die erste Druckerei ist 1550 nachgewiesen. Bergbauliche Wasseranlagen der heutigen so genannten Revierwasserlaufanstalt Freiberg, die auf Betreiben des Bergmeisters Martin Planer um 1550 entstanden, ziehen sich mit Teichen und Kunstgräben weiter südlich bis nach Sayda hin. Die ober- und unterirdischen Anlagen dienten in niederschlagsarmen Zeiten mit ihren Teichen und Gräben vor allem der Überbrückung der Versorgung mit Brauchwasser, da sonst der Bergbau zum Erliegen gekommen wäre. Auch konnte damit in Teufen über 400 m vorgedrungen werden. Das Sprengen mit Sprengstoff im Bergbau ist 1613 durch Martin Weigel oder Weigold in Freiberg erfunden worden und wurde auch in Sachsen erst seit 1643 allgemeiner gebräuchlich.
In Freiberg wurden 1542–1659 Hexenverfolgungen durchgeführt: Fünf Personen gerieten in Hexenprozesse.

## 17. und 18. Jahrhundert

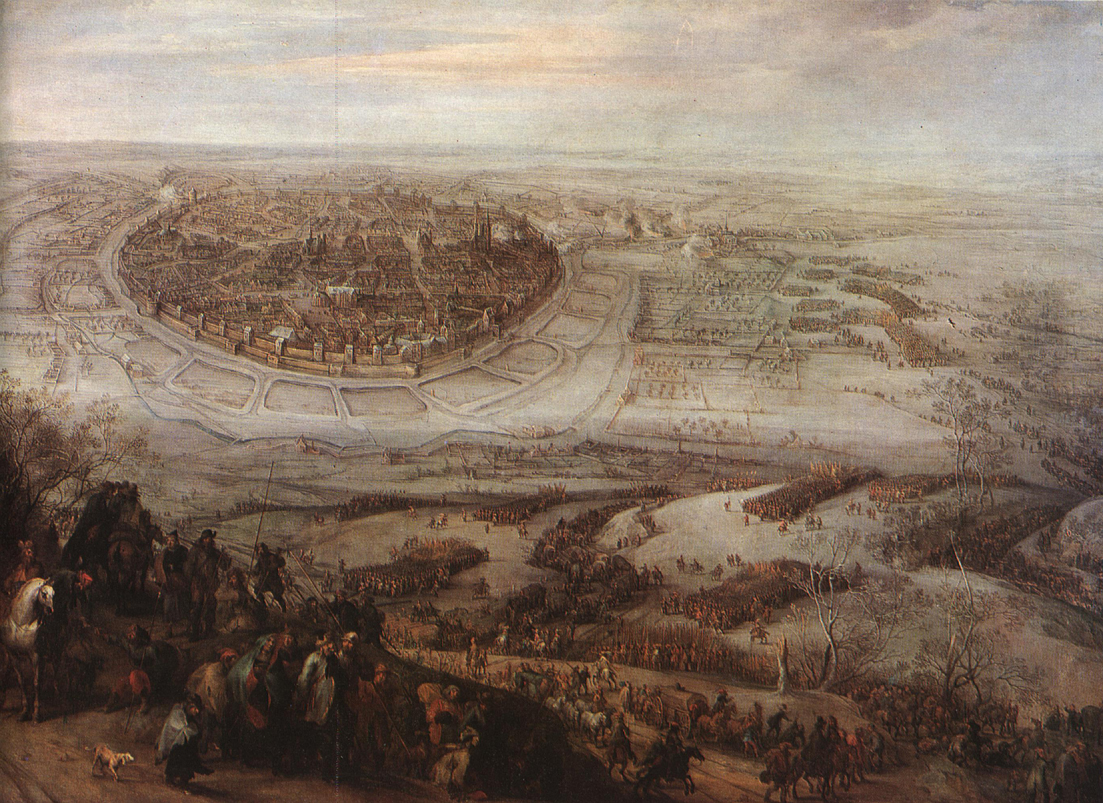
Der Entsatz von Freiberg in Meißen am 27. Februar 1643. Gemälde von Pieter Snayers

Im Dreißigjährigen Krieg war das Kurfürstentum Sachsen in der Phase des Schwedischen Krieges (1630–1635) mit den Schweden gegen den Kaiser verbündet, und ein kaiserliches Heer hatte die Stadt besetzt. Als Johann Georg I., Kurfürst von Sachsen, 1635 mit dem Kaiser den Prager Frieden geschlossen hatte, wechselte Sachsen auf die Seite des Kaisers und wurde für die Schweden immer wieder zum Ziel von Angriffen, durch die auch der Bergbau stark in Mitleidenschaft gezogen wurde und erst nach 1700 wieder an Aufschwung gewann.
Auch die sächsischen Städte wurden zu Zielen von schwedischen Belagerungen. Im Fall von Freiberg konnten die Belagerungen 1639 sowie 1642 und 1643 durch Georg Hermann von Schweinitz erfolgreich abgewehrt werden. Bei der Abwehr wurde auch das 1577 im Stil der Renaissance umgebaute Schloss Freudenstein zu einem Teil der Verteidigungsanlagen der Stadt Freiberg, indem es zeitweise als militärischer Stützpunkt genutzt wurde.
- In der Schlacht bei Freiberg, dem letzten Gefecht des Siebenjährigen Krieges, besiegte Heinrich von Preußen, ein Bruder Friedrichs des Großen, am 29. Oktober 1762 die Österreicher.
- 1765 wurde die Bergakademie als zweite montanwissenschaftliche Hochschule der Welt (nach der in Schemnitz/Banská Stiavnica in der Slowakei) gegründet.
- Nordische Kriege, Schlesischer Krieg und Siebenjähriger Krieg fügten der Stadt und dem Bergbau wiederum beträchtliche Schäden zu. 1724 und 1728 kam es innerhalb der Stadt noch einmal zu zwei lokalen Stadtbränden.
- 1790 wurde das Stadttheater eröffnet.

Neuzeitliche Ausgrabungen
In der zweiten Jahreshälfte 2012 wurden südlich des Doms auf dem Gelände des ehemaligen „Grünen Friedhofs“ 127 Bestattungen archäologisch dokumentiert und Knochen aus 102 Gräbern geborgen. Aufgrund begrenzter Geldmittel wurden für die anthropologischen Untersuchungen 35 Erwachsenenskelette ausgewählt. Die 30 Kinderskelette wurden im Rahmen einer Bachelorarbeit (Universität München) bearbeitet. Anhand der Bestattungssitten konnten die Gräber in die frühe Neuzeit datiert werden, etwa ins 17. und 18. Jahrhundert. Die Qualität der Beigaben bezeugt eine sozial höher gestellte, wohlhabende Bevölkerungsschicht, die hier ihre Verstorbenen bestattete. Von den 35 Erwachsenen waren einer jugendlich, 10 ausgewachsen, 17 im fortgeschrittenen Alter und 5 hochbetagt. 19 der Bestatteten waren weiblich, 15 männlich. Bei einem Skelett ließ sich weder Geschlecht noch Alter feststellen. Die Belastung durch Zahnkaries lag bei Frauen mehr als doppelt so hoch wie bei Männern. Vermutlich konsumierten Frauen der Oberschicht deutlich mehr Süßspeisen als die Männer. Auffallend war die Häufigkeit von Hyperostosis frontalis interna, einer gutartigen Verdickung der Schädelkalotte im Bereich des Stirnbeins zur Innenseite hin. Dies könnte möglicherweise im Zusammenhang mit Übergewicht stehen. Es lagen ein Verdachtsfall von Syphilis und eine äußerste schwere Skoliose vor. Infektionserkrankungen waren nur in geringer Häufigkeit nachweisbar. Ebenso fanden sich nur bei wenigen Individuen schwere degenerative Gelenk- und Wirbelveränderungen, was auf eine geringe körperliche Belastung hinwies.

## 19./20. Jahrhundert bis 1945

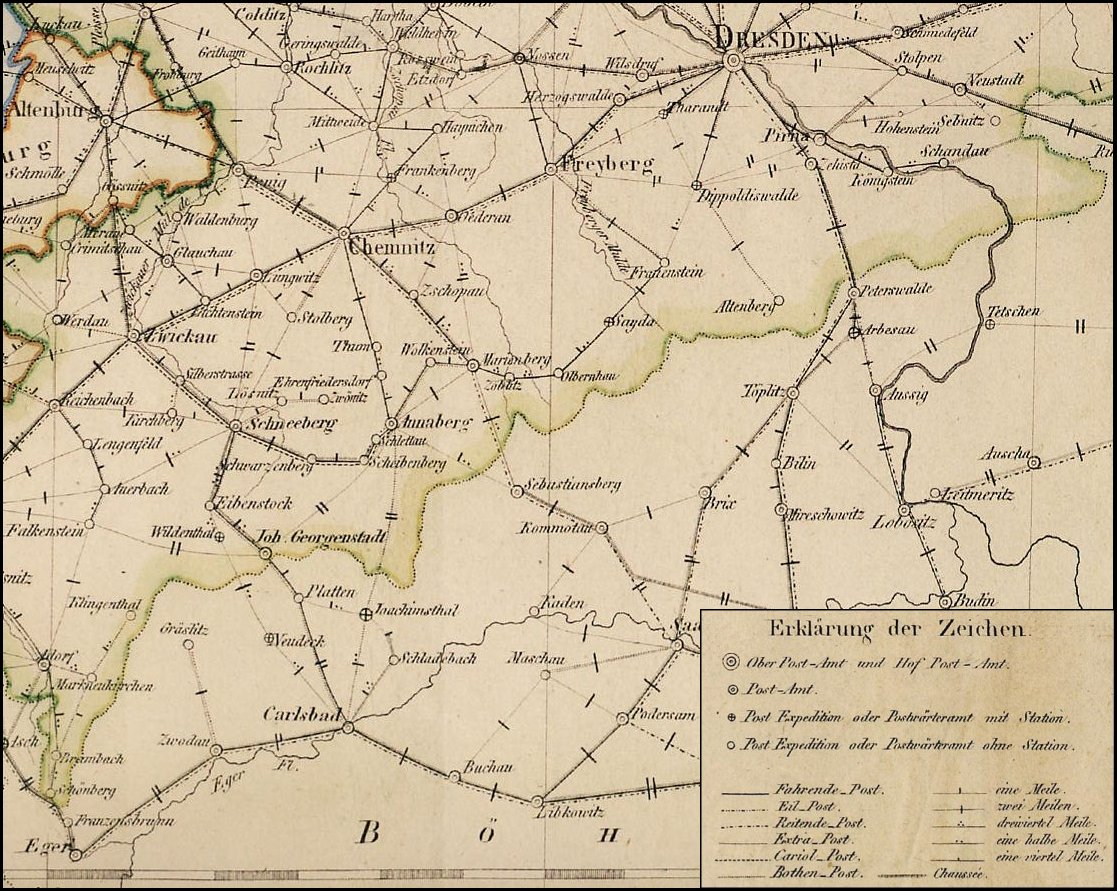
Einbindung von Freiberg in das Postnetz im südlichen sächsischen Raum um 1825

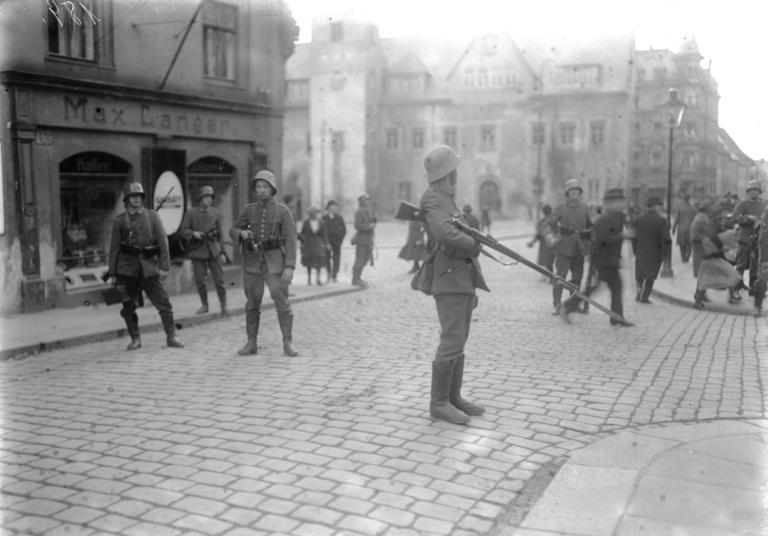
Reichsexekution 1923 gegen Sachsen. Die Reichswehr riegelt eine Straße am Obermarkt ab (Aufnahme von Georg Pahl).

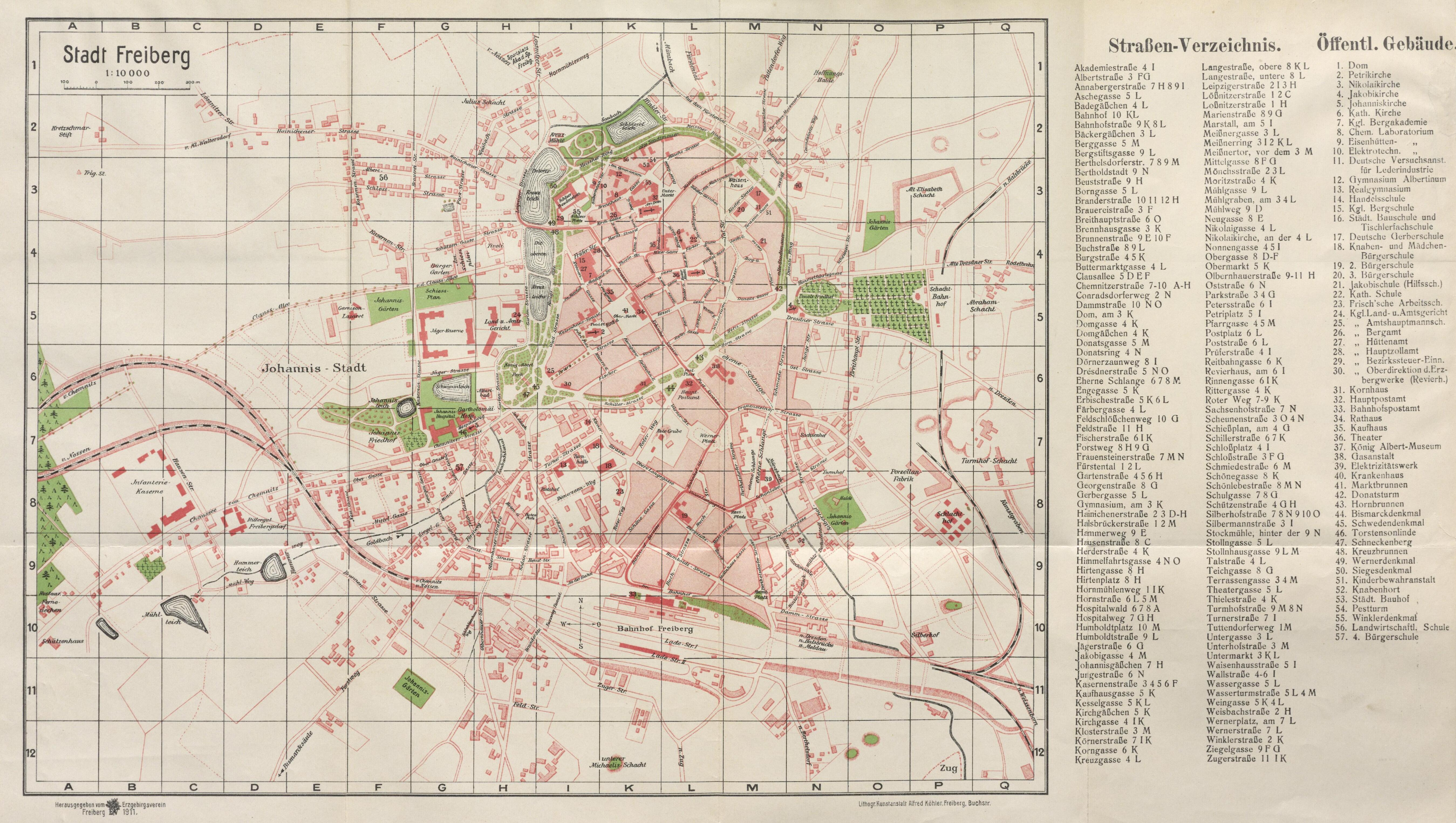
Stadtplan von Freiberg (1911)

Am 2. Juni 1839 brach der Neue Teich und überflutete das Münzbachtal.
In den Revolutionsjahren 1848 und 1849 kämpften Freiberger auf den Barrikaden in Dresden. Freiberg war bis 1856 Sitz des kursächsischen bzw. königlich-sächsischen Kreisamts Freiberg. 1856 wurde die Stadt Sitz des Gerichtsamts Freiberg und nach Trennung von Justiz und Verwaltung 1875 der Amtshauptmannschaft Freiberg.
Im 19. Jahrhundert wurden erhebliche Teile der Stadtbefestigung mit ihren ehemals fünf Stadttoren abgetragen. Am 14. März 1860 gründete sich der Freiberger Alterthumsverein, der seine aus der Altertumssammlung und der Bibliothek bestehenden Bestände mit der Eröffnung des Freiberger Museums am 17. März 1861 auch der Öffentlichkeit präsentierte. 1862 erfolgte der Eisenbahnanschluss nach Dresden, 1869 nach Chemnitz, 1873 nach Nossen und 1875 nach Mulda. Die Anbindung an das deutsche Eisenbahnnetz und die Anlage eines sehr großzügigen Bahnhofs begünstigte eine beschleunigte industrielle Entwicklung. 1886 fand der so genannte Freiberger Geheimbundprozess gegen August Bebel und andere statt. Anfang des 20. Jahrhunderts mussten fast alle Erzgruben ihren Betrieb einstellen. Seit 1903 hielten die in Freiberg ansässigen und die vorübergehend dort studierenden Juden ihre Gottesdienste in der Gaststätte „Hornmühle“ und später im Saal des Restaurants „Stadt Dresden“ ab. Freiberg war Sitz der 1874 eingerichteten Amtshauptmannschaft Freiberg und schied aus ihr 1915 aus; die Stadt blieb dann bis 1946 bezirksfrei. Am 27. Oktober 1923 forderte das Vorgehen der Reichswehr im Rahmen der Reichsexekution 26 Todesopfer.
Am 7. Oktober 1944 erfolgte ein Luftangriff von 24 amerikanischen B-17 „Flying Fortress“, die 60 Tonnen Sprengbomben geladen hatten, auf Freiberg und Wurzen. In Freiberg war besonders die Bahnhofsvorstadt betroffen, doch auch die Chemnitzer Straße, die Hainicher Straße und Kleinwaltersdorf. 75 Häuser wurden zerstört oder schwer beschädigt, 216 weitere mittelgradig oder leicht beschädigt. 172 Menschen starben, davon 133 Frauen und Kinder. 114 Verwundete waren zu versorgen.
Während der Zeit des Nationalsozialismus befand sich in Freiberg ein Frauen-Außenlager des KZ Flossenbürg vom 31. August 1944 bis 14. April 1945. Die 1.000 jüdischen Frauen mussten zusammen mit polnischen Zwangsarbeiterinnen im Landratsamts-Gebäude für die Arado Flugzeugwerke GmbH Potsdam-Babelsberg (Tarnname „Freia GmbH“) Rüstungsteile produzieren.

## 1945 bis Gegenwart

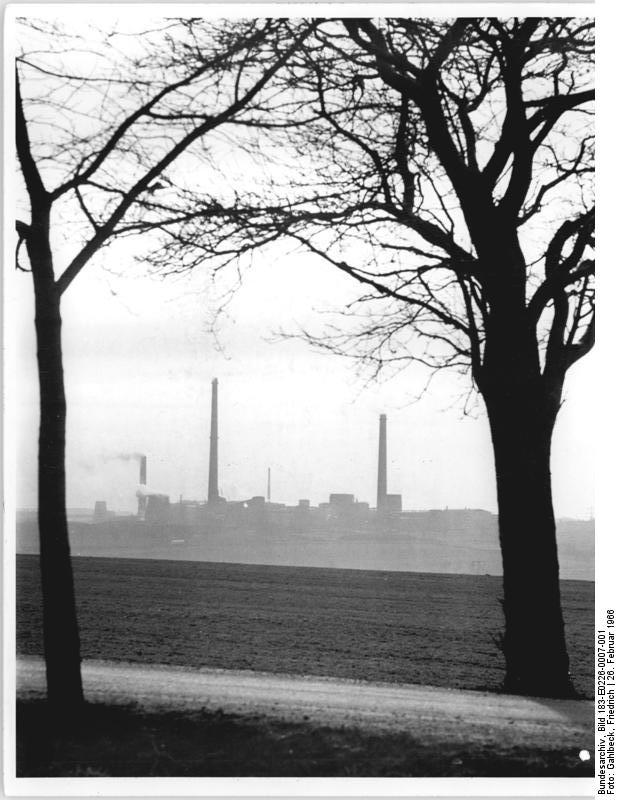
Freiberg war zwischen 1949 und 1990 auch bekannt durch seine rauchenden Schornsteine

Durch die Aufnahme von vielen ausgebombten Menschen der umliegenden Großstädte und von Vertriebenen wuchs die Einwohnerzahl von Freiberg sprunghaft. Freiberg wurde am 7. Mai 1945 von der Roten Armee eingenommen, wobei dem damaligen Oberbürgermeister, Dr. Hartenstein (NSDAP), welcher von 1924 bis 1945 dieses Amt ausübte, eine besondere Rolle zukam. Ihm gelang es, die Stadt vor unnötigen Verlusten zu bewahren und insgeheim die Kapitulation der Stadt vorzubereiten.
Freiberg gehörte mit ganz Sachsen zur Sowjetischen Besatzungszone. Bemühungen der SDAG Wismut in der Nachkriegszeit, spaltbares Material in Form von Uranerz im Freiberger Bergbaurevier zu finden, waren nicht erfolgreich. 1952 wurde Freiberg im Rahmen einer Verwaltungsreform in der DDR dem Bezirk Karl-Marx-Stadt zugeschlagen. Freiberg wurde Kreisstadt des Kreises Freiberg. In den 1950er und 1960er Jahren wurden große Teile des jetzigen Campus der TU errichtet. 1965 wurde als ÖPNV wieder ein innerstädtischer Busverkehr eingerichtet. Der Bergbau auf Zink und Blei lief bis 1969 weiter, bevor er wegen mangelnder Ausbeute eingestellt wurde. Durch den massiven Ausbau der Hüttenindustrie in und um Freiberg wurde es zum Zentrum der Nicht-Eisen-Metallurgie (Zinn, Zink und Blei in Freiberg, in unmittelbarer Nachbarschaft Edelmetalle in Halsbrücke und Spurenmetalle in Muldenhütten). Wegen der unbefriedigenden Lösung des Problems der Abwasser- und Abgasreinigung entstanden enorme Schäden an der Umwelt in der näheren und weiteren Umgebung. Im Süden, Südwesten und Westen der Stadt entstanden zwischen 1964 und 1990 größere Wohngebiete. Um 1970 überstieg die Einwohnerzahl 50.000. Im Jahr 1990 wurde Freiberg Sitz des sächsischen Landkreises Freiberg, der 1994 um die Landkreise Flöha und Brand-Erbisdorf sowie die Gemeinde Neuhausen/Erzgeb. aus dem Landkreis Marienberg erweitert wurde und 2008 im Landkreis Mittelsachsen aufging. Seitdem ist Freiberg Kreisstadt dieses Landkreises.
Im Februar 2015 wurde auf ein Asylbewerberheim in Freiberg ein Sprengstoffanschlag verübt. Die Staatsanwaltschaft ermittelte wegen versuchten Totschlags, indessen wurden die Ermittlungen laut ARD inzwischen ergebnislos eingestellt.
Im Oktober 2015 versuchten etwa 400 Asylgegner und Angehörige fremdenfeindlicher Gruppierungen die Durchreise von mehr als 700 Flüchtlingen durch Freiberg mit Sitzblockaden zu verhindern und griffen den Konvoi an.